# Miguel Gallo Martínez
Miguel Gallo Martínez, (1904 - Alacant 1939) va ser un militar espanyol comunista que va lluitar en la guerra civil espanyola a favor de la República.

## Biografia
Pertanyia a una coneguda família de Porcuna, a la província de Jaén. Va participar en la revolta de Jaca de desembre de 1930 al costat de Fermín Galán i García Hernández, amb el rang de capità, i va fugir a França després de la derrota de Cillas, i va romandre fins a l'adveniment de la República a l'exili.
Durant la República va ser nomenat membre de la Caserna Militar del President de la República, destinació en el qual el va sorprendre la revolta de juliol de 1936, encara amb el rang de capità d'infanteria.

### Guerra Civil Espanyola
Molt amic dels germans Galán, Francisco i José María, cap al 22 de juliol de 1936 està com a oficial d'enllaç de la columna republicana que actua sobre Somosierra al comandament del general Carlos Bernal García. S'afilia llavors al Partit Comunista d'Espanya, i es converteix en un dels instructors del Cinquè Regiment.
L'11 d'octubre de 1936, ja com comandant, substitueix al comandant Eduardo Quintana al comandament d'una columna que actua en la zona de Navas del Rey, Pelayos, Aldea del Fresno i després Villaviciosa de Odón. Pocs dies després, cap al 22 d'octubre, la seva unitat passarà a engrossir la columna López Tienda, al comandament del tinent coronel Barceló, i Gallo es trasllada a Múrcia on es fa càrrec de l'acabada de crear 6a Brigada Mixta, formada gairebé íntegrament per militars de la regió de Llevant.
Participa amb la seva brigada en la Tercera batalla de la carretera de La Corunya, en el sector de Puente de San Fernando, on la seva unitat sofreix prop de 1.000 baixes, per la qual cosa ha de ser rellevada i traslladada a Villarobledo on descansa i es reorganitza.
Després de produir-se la caiguda de Màlaga, és enviat amb la seva brigada a Almeria, on arriba el dia 10 de febrer de 1937, i des d'allí cap a la carretera de la costa on frena l'avanç rebel després de caure Motril. Dies després es crea la 24a Divisió (3 d'abril de 1937) com a reserva de l'Exèrcit del Sud, i Gallo abandona la 6a brigada per a passar a manar aquesta nova unitat.
Participa amb la 24a divisió en la batalla de Brunete atacant al sud de Madrid, en la detenció de la contraofensiva sobre el sector d'Albarrasí (juliol 1937) i en la batalla de Belchite en la segona fase. El 15 de novembre de 1937 passa a manar el X Cos d'Exèrcit, que cobreix el front aragonès des de la frontera fins al sud d'Osca. Quan al març de 1938, els rebels inicien el seu atac per la vall de l'Ebre, arrasant al X Cos d'Exèrcit, Gallo ha de replegar-se a França pel vall d'Aran, i llavors és substituït cap a mitjan abril pel tinent coronel Rafael Trigueros Sánchez-Rojas. La seva actuació en aquesta campanya ha estat molt discutida.
Després de tornar a Espanya, passa a manar durant uns dies la 23a Divisió (del 8 al 21 de desembre de 1938) i després la 70a Divisió, en substitució de Tomás Centeno Sierra, a terres d'Extremadura. Per a la batalla de Valsequillo al gener de 1939 ja no es troba al comandament d'aquesta unitat. Segons alguns autors, està a Catalunya durant l'ofensiva rebel, i hat de fugir a França amb la resta de tropes republicanes. De França tornaria llavors a la zona centre republicana per a continuar la lluita, a pesar que la guerra va acabar unes setmanes més tard.

### Postguerra
Va ser detingut posteriorment, possiblement per oposar-se a la revolta de Casado, fou internat a la presó militar de Monte Oliveti, de València. Després de la rendició republicana, va ser abandonat a la presó, així que els rebels quan van arribar el van condemnar a mort i el van executar a Alacant, el 15 de juliol de 1939.
Era cristià, i al principi de la guerra, quan va actuar al front de Somosierra, va tenir objeccions a lluitar contra els revoltats, especialment contra els requetés, com relata Castro Delgado.